# AirTanker Services
AirTanker Services Limited, opérant sous la dénomination AirTanker, est une compagnie aérienne charter britannique qui exploite des vols charter à l'aide d'avions de ravitaillement en vol.
En 2008, le ministère de la Défense a signé avec AirTanker le contrat FSTA (Future Strategic Tanker Aircraft) pour fournir à la Royal Air Force (RAF) une capacité de transport aérien et de ravitaillement en vol. AirTanker est également titulaire d’une licence d’exploitation de type A du Royaume-Uni pour l’aviation civile, ce qui lui permet de transporter des passagers, du fret et du courrier à bord des avions de 20 sièges ou plus.Après avoir obtenu une licence d'exploitation, la compagnie aérienne a effectué son premier vol charter en janvier 2013 à destination de la RAF Akrotiri, à Chypre, pour le compte du ministère de la Défense du Royaume-Uni. Après des retards dans la certification, son premier vol de ravitaillement opérationnel a eu lieu le 20 mai 2013.

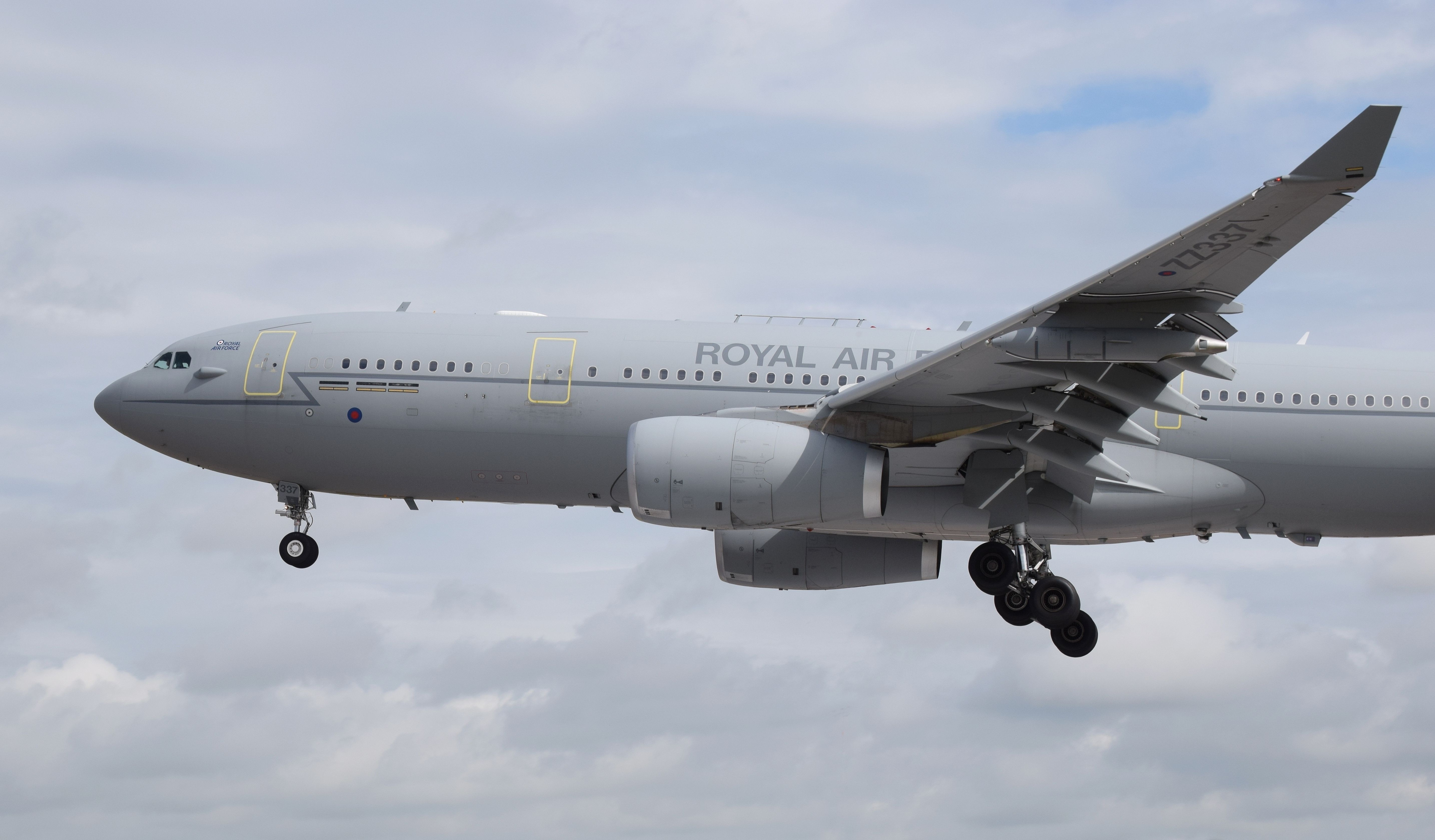
Un Airbus Voyager de la RAF, appartenant à Airtanker arrive au RIAT 2016, en Angleterre

À partir de mai 2015, AirTanker a loué un avion à Thomas Cook Airlines pour le déploiement sur des itinéraires de vacances. Le contrat durera initialement trois ans et concernera principalement des vols long-courriers au départ de Glasgow, Manchester et de l’aéroport de Londres Stansted. Leur premier vol commercial a eu lieu le 1er mai 2015 entre Manchester, Cancún et Punta Cana pour Thomas Cook Airlines avec un Airbus A330.
AirTanker propose également des vols bi-hebdomadaires de la RAF Brize Norton à la RAF Mount Pleasant, sur les Îles Malouines, principalement à destination du personnel militaire, bien que les passagers payants puissent également voyager.

## Flotte
À compter de décembre 2017, la flotte d'AirTanker comprend les éléments suivants:
| Appareils                               | En service | En Commande | Observations |
| --------------------------------------- | ---------- | ----------- | --- |

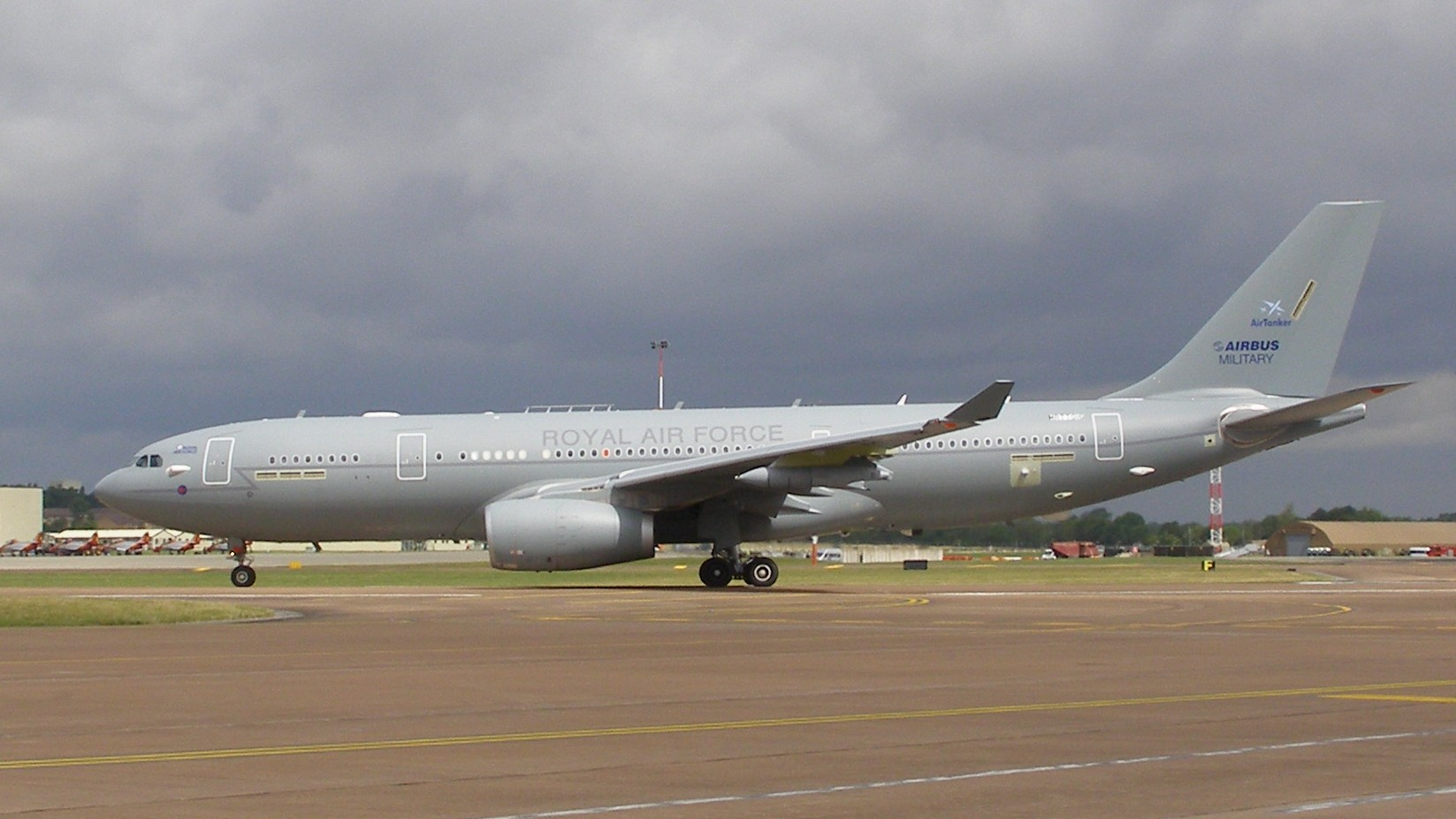
Un Airbus Voyager d'AirTanker.

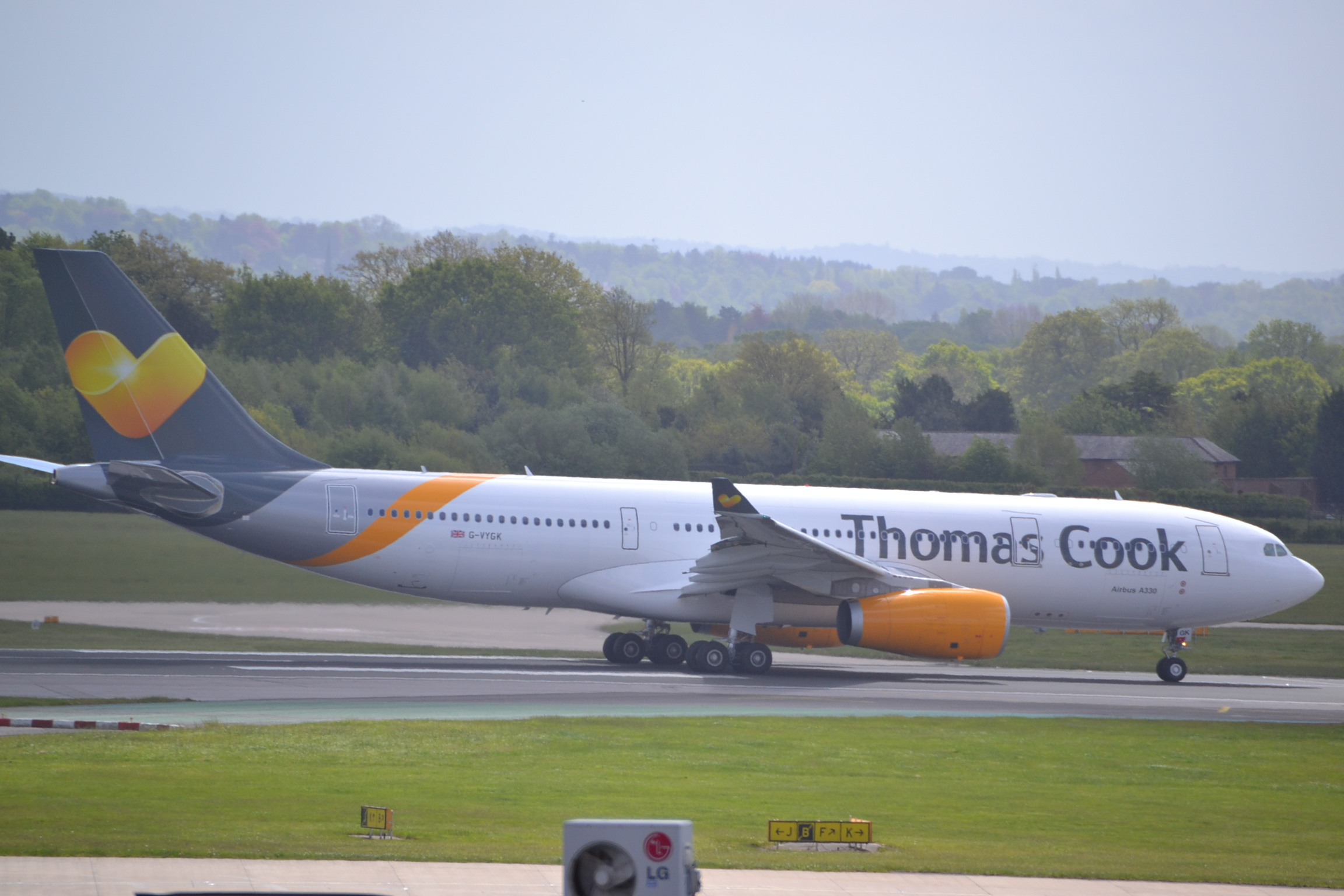
Appreil G-VYGK, en livrée de Thomas Cook (2015 - 2019).

| A330-243 MRTT (en configuration civile) | 4          | —           | Les avions sont loués à d'autres opérateurs lorsqu'ils ne sont pas tenus de satisfaire aux exigences de la Royal Air Force. 1 location à l'année à Thomas Cook Airlines 1 sous-location à bail saisonnier au TUI Group, et en location saisonnière à Thomas Cook 1 loué à Jet2.com de façon saisonnière |
| Airbus Voyager KC2 / KC3 (A330 MRTT)    | 10         | —           | Avion ravitailleur multi-rôles exploité pour le compte de la Royal Air Force conformément à la réglementation militaire en vertu du contrat FSTA. |
| Total                                   | 14         | 0           | |